# جيمس مونتغومري
جيمس مونتغومري (بالإنجليزية: James Montgomery)‏ (1890 في المملكة المتحدة - 1960) هو لاعب كرة قدم بريطاني وإنجليزي (وحمل سابقاً جنسية المملكة المتحدة لبريطانيا العظمى وأيرلندا) في مركز الوسط. لعب مع مانشستر يونايتد.